# Nikólaosz Kalojerópulosz (teniszező)
Nikólaosz Kalojerópulosz (görög betűkkel: Νικόλαος Καλογερόπουλος, becenevén Nicky Kalo; 1945. február 18. –) görög teniszező.
1963-ban a Wimbledoni teniszbajnokság és a Roland Garros junior versenyének bajnoka.
Párosban második lett az 1968-as Italian Openen, 1971-ben bronzérmet szerzett a Mediterrán játékokon. Az 1960-as években és az 1970-es évek első felében a legmagasabban jegyzett görög teniszező volt, 1963-tól 1981-ig játszott a görögök Davis-kupa csapatában, amikor is bejelentette visszavonulását.

## Pályafutása
Costa Ricában született, görög szülők gyermekeként. Kilencévesen kezdett el teniszezni, első edzője édesapja volt. 1958-tól indult különböző versenyeken Közép- és Észak-Amerikában, 1959-ben pedig megnyerte első tornáját is Miamiban. 1960-ban korosztályában közép-amerikai bajnok lett. A következő évben indult először európai versenyen, majd Görögországban telepedett le és az Athéni Teniszklub játékosa lett.
Tizenhat alkalommal, 1962-ben, 1963-ban, 1964-ben, 1965-ben, 1966-ban, 1968-ban, 1969-ben, 1970-ben, 1971-ben, 1972-ben, 1973-ban, 1975-ben, 1976-ban, 1977-ben, 1979-ben és 1980-ban volt görög bajnok egyéniben. A vegyes párosok versenyében háromszor volt bajnok, a párosok versenyében pedig tizenegy alkalommal.
1963-ban megnyerte a juniorok versenyét a Wimbledoni teniszbajnokságon és a Roland Garroson is. 
1963 és 1981 között a görög nemzeti csapatnak is a tagja volt, tizennégy alkalommal lépett pályára a Davis-kupa aktuális évi kiírásában. 1963-ban, 1967-ben és 1978-ban első lett a Balkán-kupán, 1971-ben pedig bronzérmet szerzett a Mediterrán játékokon.
Visszavonulása után Costa Ricán telepedett le, megnősült és három lánya született. Tenisziskolát alapított, és rendszeresen pályára lépett szenior-versenyeken.

## További információ
- ATP
- Nikólaosz Kalojerópulosz Archiválva 2016. április 2-i dátummal a Wayback Machine-ben, tennisarchives.com